# 大湊線
大湊線（おおみなとせん）は、青森県上北郡野辺地町の野辺地駅から、下北半島の陸奥湾側を縦貫してむつ市の大湊駅までを結ぶ、東日本旅客鉄道（JR東日本）の鉄道路線（地方交通線）である。「はまなすベイライン大湊線」という愛称が付けられている。

## 概要
JR東日本の路線では、唯一自社の他路線に接続していない。元々は野辺地駅で東北本線に接続していたが、2010年（平成22年）12月4日東北新幹線の八戸駅 - 新青森駅間の開業時に東北本線の八戸駅 - 青森駅間の経営が移管されたため（青森県が第三種鉄道事業者として施設保有、青い森鉄道が第二種鉄道事業者として旅客運送）、JRグループの旅客鉄道路線の中でJR西日本の七尾線・越美北線と共に自社の路線と一切接続しない完全な飛び地路線となっている。2007年（平成19年）11月、JR東日本は新幹線延伸後も自社の路線として大湊線を経営していく方針であることを発表している。
なお、青春18きっぷで乗車する場合、青い森鉄道線の青森駅 - 八戸駅間を通過利用できる特例（青い森鉄道線での途中下車は野辺地駅以外不可）が設けられており、別途運賃を支払うことなく、大湊線を含むJR全線の普通列車に乗車できるよう便宜を図っている。
終点の大湊駅から1つ手前の下北駅は本州最北の駅であり、かつては下北交通大畑線（元国鉄大畑線）が分岐していた。なお、大畑線が第1次特定地方交通線に指定された際、南部縦貫鉄道が大畑線とセットでの引き受けを表明したものの、下北交通（当時は下北バス）が大畑線の引き受けを表明したため、当路線は国鉄線として留まり、国鉄分割民営化によりJR東日本に承継されることになった。

## 路線データ
- 路線距離（営業キロ）：58.4 km
- 管轄（事業種別）：東日本旅客鉄道（第一種鉄道事業者）
- 軌間：1,067 mm
- 駅数：11（起点駅を含む）
  - 孤立路線であるため、起終点駅を含めたすべての駅が大湊線所属駅となっている。なお、起点の野辺地駅は2010年（平成22年）12月3日までは東北本線所属[5]であったが、翌日から同線が青い森鉄道へ移管されたため、JRの駅としては大湊線所属に変更された。
  - 交換可能駅：1（陸奥横浜駅）
- 複線区間：なし（全線単線）
- 電化区間：なし（全線非電化）
- 閉塞方式：特殊自動閉塞式（軌道回路検知式）
- 保安装置：ATS-SN[2]
- 最高速度：85 km/h
- 運転指令所：盛岡総合指令室 (CTC)
  - 準運転取扱駅：野辺地駅
野辺地駅構内は青い森鉄道CTCセンターの管理下にあり、列車が遅延した際など場内信号が開通しない場合は、無線で「青い森指令」を呼び出し、開けてもらう。
- IC乗車カード対応区間：なし

全線がJR東日本盛岡支社の管轄である。起点の野辺地駅は青い森鉄道の管理駅であるが、共同使用駅のため、営業上は盛岡支社管内のJR駅としても扱われる。

## 歴史
- 1921年（大正10年）
  - 3月20日：大湊軽便線として野辺地駅 - 陸奥横浜駅間が開業。有戸駅・陸奥横浜駅が開業。
  - 9月25日：陸奥横浜 - 大湊間を延伸開業し全通、近川駅・田名部駅・大湊駅が開業。
- 1922年（大正11年）9月2日：大湊線に改称[6]。
- 1931年（昭和6年）：二等廃止。1935年10月10日復活[7][8]
- 1939年（昭和14年）12月6日：この日開業した大畑線分岐駅として、下北駅が開業。
- 1943年（昭和18年）3月20日：吹越駅が開業。
- 1946年（昭和21年）6月10日：有畑駅が開業。
- 1948年（昭和23年）12月1日：田名部駅を赤川駅に改称（同時に大畑線本田名部駅を田名部駅に改称）。
- 1953年（昭和28年）6月10日：金谷沢駅が開業。
- 1958年（昭和33年）12月20日：北野辺地駅が開業。
- 1960年（昭和35年）2月25日：気動車を投入[9]。
- 1968年（昭和43年）10月1日：青森駅 - 大湊駅間に急行「なつどまり」が運転開始。
- 1972年（昭和47年）3月15日：営業近代化による合理化により、野辺地駅 - 下北駅間をタブレット閉そく式（当時の名称は通票閉そく式）から票券閉そく式に変更。
- 1973年（昭和48年）
  - 9月23日：下北地方の集中豪雨により、路盤流出や築堤決壊が78箇所に及び運休[10]。
  - 12月13日：80日ぶりに運転再開[10]。
- 1974年（昭和49年）
  - 5月11日：この日をもって蒸気機関車 (SL) の（定期）運行が終了。これにより、青森県内の鉄道路線からSLが消えた[11]。
  - 10月1日：下北駅 - 大湊駅間の貨物営業が廃止。
- 1978年（昭和53年）10月2日：「なつどまり」が快速に格下げ。
  - 大湊線内停車駅：野辺地駅 - 陸奥横浜駅 - 下北駅 - 大湊駅
- 1984年（昭和59年）2月1日：野辺地駅 - 下北駅間の貨物営業が廃止。
- 1987年（昭和62年）4月1日：国鉄分割民営化にともない東日本旅客鉄道が第一種鉄道事業者として承継。
- 1988年（昭和63年）3月13日：ワンマン運転開始[12]。快速「なつどまり」を「うそり」に改称。
- 1993年（平成5年）12月1日：大湊線営業所が発足[13]。キハ100系導入。快速「うそり」を「しもきた」に改称。
- 1998年（平成10年）12月8日：票券閉塞を廃止し、特殊自動閉塞化（PRC化）[14]。
- 2002年（平成14年）
  - 7月：ジョイフルトレイン「きらきらみちのく」が運転開始。
  - 12月1日：東北新幹線八戸駅開業に合わせ快速「しもきた」のうち1本を大湊駅 - 八戸駅間の運転とする。
- 2010年（平成22年）
  - 11月28日：ジョイフルトレイン「きらきらみちのく」の運転を終了。
  - 12月4日：東北新幹線全線開業に合わせハイブリッド車HB-E300系による「リゾートあすなろ下北」が運転開始。
- 2012年（平成24年）10月：「リゾートあすなろ下北」が1往復に減便。八戸 - 大湊間に臨時快速「まさかり」が非冷房車両にて運転開始。
- 2018年（平成30年）7月：八戸 - 大湊間に臨時快速「リゾートうみねこ下北」が「リゾートうみねこ」で運転開始[15]（「リゾートあすなろ下北」も引き続き1往復運転）。
- 2021年（令和3年）3月13日：ダイヤ改正により、全列車ワンマン化（例外として、年末年始、夏休み期間等の多客期や、臨時列車には車掌が乗務する）。

## 運行形態
臨時列車や年末年始などを除き、定期列車はすべて、ワンマン運転を実施している。かつては「前乗り前降り」を採用していたが、現在は「後乗り前降り」に変更されている。ただ、整理券は前後のどちらのドアでも発券されるので、乗降区別に関しては徹底されていない。
車両は八戸運輸区に所属するキハ100形を使用している。JRの路線としては孤立路線であるため、八戸運輸区への出入庫は青い森鉄道線を経由して行われる。
2022年（令和元年）3月12日改正時点では、各駅に停車する線内運転の普通列車のほか、快速列車「しもきた」が大湊駅 - 野辺地駅間の線内のみで上り1本、青い森鉄道線に乗り入れて八戸駅 - 大湊駅間で3往復定期運転されている。「しもきた」は、このうち大湊線内でも快速として運転される列車は下り2本・上り3本のみで、他は大湊線内は各駅に停車する普通列車となる。2014年（平成26年）3月のダイヤ改正で快速「しもきた」の青森駅 - 大湊駅間直通運転が1日2往復から1往復に減便、八戸駅 - 大湊駅間直通運転が1日3往復から4往復に増便されている。2021年3月13日のダイヤ改正で、青森乗り入れが廃止された。
大湊線は海岸沿いの平坦線でカーブも少なく、かつ駅数も少ない。路線両端を除いた北野辺地駅 - 赤川駅間では、有戸駅 - 吹越駅間 13.4 km の突出例以外でも、駅間距離が 5 - 7 km 程度と概して長いのが特徴である。このため最高速度は 85 km/h 制限でありながら、駅停車やカーブ前後の加減速に伴うタイムロスが少なく、高性能車両であるキハ100形を使用していることもあり表定速度が比較的高い。
2010年（平成22年）3月13日改正時点では、各駅停車の普通列車でも全線を60 - 62分で走破しており、快速「しもきた」のうち線内最速列車となる上り3728Dは、大湊駅 - 野辺地駅間を下北駅・陸奥横浜駅の2駅停車で所要50分、表定速度は 70.0 km/h に達していた。2015年6月時点では全線の所要時間は各駅停車の普通列車で61 - 62分、快速「しもきた」最速列車（下り3275D・上り3728D 途中陸奥横浜駅・下北駅の2駅停車）で51分、表定速度 68.7 km/h になっている。
なお大湊線は、西が陸奥湾に面し、東に下北半島の低い山地を抱える地形条件から、強風・降雨・降雪・倒木による運休が冬季を中心に頻繁に生じている。気象条件による運休は前日、当日の早い時間から計画していることが多く、この場合にはバス代行輸送が行われる（野辺地駅 - 大湊駅間のバス代行で所要時間は約1時間30分）。代行バスは下北交通とJRバス東北の2社が定期便に使用する車両を用いて運行する。

### 臨時列車
臨時列車として八戸駅 - 大湊駅間にHB-E300系ハイブリッド気動車を使用した「リゾートあすなろ下北」などが設定されている。
2010年（平成22年）に「リゾートあすなろ下北」が新青森駅 - 大湊駅間で2往復が運転を開始した。2012年（平成24年）10月から「リゾートあすなろ下北」のうち1往復の代わりに八戸駅 - 大湊駅間にキハ40系による臨時快速「まさかり」が1往復運転されるようになった。
2014年（平成26年）5月 - 6月の間は快速「まさかり」が快速「なのはな」として、2014年7月以降は快速「はまなすベイライン」として運転され、2015年7月から2016年2月には「はまなすベイライン」が八戸線に直通運転していた。「リゾートあすなろ下北」は下りが2015年から八戸発に、上りが2017年から八戸行きになっている。
2018年（平成30年）7月からは臨時快速「リゾートうみねこ下北」が「リゾートうみねこ」で八戸駅 - 大湊駅間に運転されていた。
2021年度（令和4年度）・2022年度（令和4年度）の年末年始（12月・1月）には全車自由席の臨時快速「ふるさと大湊」が八戸駅 - 大湊駅間で運転された。
2022年（令和4年）は「リゾートあすなろ下北」1・4号に代わって5月に臨時快速「あすなろ菜の花満開号」が、8月には全車自由席の臨時快速「おおみなと」が八戸駅 - 大湊駅間で運転された。2022年11月にはPOKÉMON with YOU トレインで臨時快速「ポケモントレイン大湊号」が八戸駅 - 大湊駅間で運転された。
2023年度で「リゾートあすなろ下北」の運行を終了し、2024年（令和6年）ゴールデンウィークには臨時快速「おおみなと」、同年5月11日から「リゾートあすなろ」を改造した観光列車「ひなび（陽旅）」で臨時快速「ひなび 下北」が八戸駅 - 大湊駅間および青森駅 - 大湊駅間で運転されている。

## 使用車両
現在の使用車両は以下の通り
- キハ100形（快速「しもきた」・普通） - 盛岡車両センター八戸派出所所属
- キハE130系（臨時快速「ふるさと大湊」[34]・臨時快速「おおみなと」[30]） - 盛岡車両センター八戸派出所所属

### 過去の使用車両
- HB-E300系（臨時快速「リゾートあすなろ下北」）
- キハ40系（JR東日本発足後は赤と白のツートンカラー、いわゆる盛岡色）
- キハ58系（上に同じ）
- キハ52形
- C11形蒸気機関車

## 旅客運賃制度
大湊線各駅（野辺地駅を除く）と青い森鉄道線経由のほかのJR線との間で通過連絡運輸を行っており、連絡乗車券は全国のJR線各駅で発売される。運賃はJR線の通算運賃と青い森鉄道線の運賃を合算したものとなる。

## 駅一覧
- 普通列車は全駅に停車。
- 快速＝快速「しもきた」…●：停車駅、▲：一部列車が停車、｜：通過駅
  - 快速「しもきた」ならびに臨時快速「リゾートあすなろ下北」の全停車駅は各列車記事を参照。
- 線路（全線単線） … ◇・∨・∧：列車交換可、｜：列車交換不可
- 全駅青森県内に所在。

| 駅名       | 営業キロ | 営業キロ | 快速 | 接続路線                  | 線路 | 所在地 | 所在地   |
| 駅名       | 駅間     | 累計     | 快速 | 接続路線                  | 線路 | 所在地 | 所在地   |
| ---------- | -------- | -------- | ---- | ------------------------- | ---- | ------ | -------- |
| 野辺地駅   | -        | 0.0      | ●    | 青い森鉄道：■青い森鉄道線 | ∨    | 上北郡 | 野辺地町 |
| 北野辺地駅 | 2.8      | 2.8      | ｜   |                           | ｜   | 上北郡 | 野辺地町 |
| 有戸駅     | 6.8      | 9.6      | ｜   |                           | ｜   | 上北郡 | 野辺地町 |
| 吹越駅     | 13.4     | 23.0     | ｜   |                           | ｜   | 上北郡 | 横浜町   |
| 陸奥横浜駅 | 7.1      | 30.1     | ●    |                           | ◇    | 上北郡 | 横浜町   |
| 有畑駅     | 5.9      | 36.0     | ｜   |                           | ｜   | 上北郡 | 横浜町   |
| 近川駅     | 6.7      | 42.7     | ▲    |                           | ｜   | むつ市 | むつ市   |
| 金谷沢駅   | 5.0      | 47.7     | ｜   |                           | ｜   | むつ市 | むつ市   |
| 赤川駅     | 5.5      | 53.2     | ｜   |                           | ｜   | むつ市 | むつ市   |
| 下北駅     | 2.3      | 55.5     | ●    |                           | ｜   | むつ市 | むつ市   |
| 大湊駅     | 2.9      | 58.4     | ●    |                           | ∧    | むつ市 | むつ市   |

2022年度の時点で、JR東日本自社による乗車人員集計の対象駅は、野辺地駅・下北駅・大湊駅である。それ以外の駅は完全な無人駅のため集計対象から外されている。

### 過去の接続路線
- 野辺地駅：南部縦貫鉄道線 - 1997年5月6日休止、2002年8月1日廃止
- 赤川駅：田名部運輸軌道 - 1941年3月18日廃止
- 下北駅：下北交通大畑線 - 2001年4月1日廃止

## 利用状況

### 平均通過人員
各年度の平均通過人員（人/日）は以下のとおりである。
| 年度                   | 平均通過人員（人/日） | 出典   |
| 年度                   | 野辺地 - 大湊         | 出典   |
| ---------------------- | --------------------- | ------ |
| 1987年度（昭和62年度） | 965                   | [ 36 ] |
| 2011年度（平成23年度） | 569                   | [ 36 ] |
| 2012年度（平成24年度） | 588                   | [ 36 ] |
| 2013年度（平成25年度） | 612                   | [ 36 ] |
| 2014年度（平成26年度） | 598                   | [ 36 ] |
| 2015年度（平成27年度） | 598                   | [ 36 ] |
| 2016年度（平成28年度） | 590                   | [ 37 ] |
| 2017年度（平成29年度） | 572                   | [ 37 ] |
| 2018年度（平成30年度） | 578                   | [ 37 ] |
| 2019年度（令和元年度） | 533                   | [ 38 ] |
| 2020年度（令和02年度） | 288                   | [ 38 ] |
| 2021年度（令和03年度） | 297                   | [ 38 ] |
| 2022年度（令和04年度） | 392                   | [ 38 ] |
| 2023年度（令和05年度） | 455                   | [ 39 ] |

### 収支・営業系数
各年度の収支（運輸収入、営業費用）、営業係数、収支率は以下のとおりである。▲はマイナスを意味する。
| 年度                   | 収支（百万円） | 収支（百万円） | 収支（百万円） | 営業 係数 （円） | 収支率 | 出典   |
| 年度                   | 運輸 収入      | 営業 費用      | 計             | 営業 係数 （円） | 収支率 | 出典   |
| ---------------------- | -------------- | -------------- | -------------- | ---------------- | ------ | ------ |
| 2019年度（令和元年度） | 155            | 1,422          | ▲1,266         | 912              | 11.0%  | [ 40 ] |
| 2020年度（令和02年度） | 75             | 1,504          | ▲1,428         | 1,983            | 5.0%   | [ 40 ] |
| 2021年度（令和03年度） | 81             | 1,160          | ▲1,079         | 1,430            | 7.0%   | [ 41 ] |
| 2022年度（令和04年度） | 112            | 1,192          | ▲1,080         | 1,064            | 9.4%   | [ 42 ] |